# Uithofspolder
De Uithofspolder is een polder en een voormalig waterschap in de gemeente Den Haag, in de Nederlandse provincie Zuid-Holland. De polder stond ook wel bekend als de West-Lozerdijkse polder.
Het waterschap was verantwoordelijk voor de drooglegging en de waterhuishouding in de polder.
Het sportcentrum De Uithof is naar de polder genoemd. In het oosten grenst de polder aan de Eskamppolder, in het zuiden aan de Wippolder.

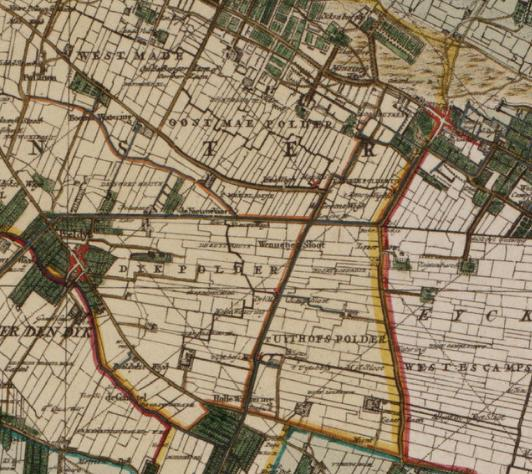
Kaart 1712